# Goran Drulić
Goran Drulić (en serbio: Горан Друлић) (Negotin, Serbia, Yugoslavia, 17 de abril de 1977) es un exfutbolista serbio que se desempeñaba como delantero centro. 

## Carrera
En su momento fue el fichaje más caro de la historia del Real Zaragoza.
Ejerció como entrenador del Zaragoza F.C. 2014, equipo de la capital aragonesa en la Regional Preferente y en febrero de 2020 se confirmó su fichaje como jugador del Club Deportivo Cariñena de Regional Preferente hasta el final de temporada.

## Clubes
| Club                      | País                | Año       |
| ------------------------- | ------------------- | --------- |
| Estrella Roja de Belgrado | Serbia y Montenegro | 1995-1997 |
| F.C. Barcelona "B"        | España              | 1997      |
| Estrella Roja de Belgrado | Serbia y Montenegro | 1997-2001 |
| Real Zaragoza             | España              | 2001-2005 |
| K.S.C. Lokeren            | Bélgica             | 2005      |
| O.F.I. Creta F.C.         | Grecia              | 2006-2008 |
| A.O. Kavala               | Grecia              | 2008-2009 |
| C.D. La Muela             | España              | 2009-2010 |
| Andorra C.F.              | España              | 2010-2012 |
| C.D. Sariñena             | España              | 2012-2013 |
| C.D. Cariñena             | España              | 2020      |

## Palmarés

### Campeonatos nacionales
| Título                              | Club                      | País       | Año  |
| ----------------------------------- | ------------------------- | ---------- | ---- |
| Primera Liga de Serbia y Montenegro | Estrella Roja de Belgrado | Yugoslavia | 1995 |
| Copa de Serbia y Montenegro         | Estrella Roja de Belgrado | Yugoslavia | 1995 |
| Copa de Serbia y Montenegro         | Estrella Roja de Belgrado | Yugoslavia | 1996 |
| Copa de Serbia y Montenegro         | Estrella Roja de Belgrado | Yugoslavia | 1999 |
| Primera Liga de Serbia y Montenegro | Estrella Roja de Belgrado | Yugoslavia | 2000 |
| Copa de Serbia y Montenegro         | Estrella Roja de Belgrado | Yugoslavia | 2000 |
| Primera Liga de Serbia y Montenegro | Estrella Roja de Belgrado | Yugoslavia | 2001 |
| Copa del Rey                        | Real Zaragoza             | España     | 2004 |
| Supercopa de España                 | Real Zaragoza             | España     | 2004 |